# Linia kolejowa Witebsk – Połock
Linia kolejowa Witebsk – Połock – linia kolejowa na Białorusi łącząca stację Witebsk ze stacją Połock.
Znajduje się w obwodzie witebskim. Linia na całej długości jest niezelektryfikowana. Odcinek Witebsk - Kniażyca jest dwutorowy, natomiast odcinek Kniażyca - Połock jednotorowy.

## Historia
Linia został otwarta 5 października?/17 października 1866 jako część drogi żelaznej dynebursko-witebskiej. Początkowo położona była w Rosji, następnie w Związku Sowieckim. Od 1991 położona jest na Białorusi.